# Гордон, Ш’Найа
Ш’Найа Деметрис Гордон (англ. Sh'nia Demetrice Gordon; 9 апреля 1997, Оклаваха, Флорида) — американская футболистка, нападающая французского клуба «Монпелье».

## Биография
В детстве помимо футбола занималась лёгкой атлетикой и баскетболом. В футболе выступала за команды из штатов Джорджия (школа Ричмонд Хилл, г. Саванна) и Техас. В 2015 году поступила в Университет Западной Виргинии, где изучала финансы. Провела четыре сезона в футбольной команде университета — «Уэст Вирджиния Маунтинирс», сыграв 95 матчей и забив 25 голов в NCAA. В первых трёх сезонах выходила на поле во всех матчах своей команды. Неоднократно избиралась в символические сборные.
Взрослую карьеру начала в 2019 году в клубе американской любительской лиги WPSL «Сиэтл Саундерс». Летом 2019 года перешла в клуб высшего дивизиона Франции «Метц», а следующий сезон провела в клубе «Дижон». Летом 2021 года перешла в российский клуб ЦСКА. Дебютировала за армейский клуб 18 августа 2021 года в матче Лиги чемпионов против «Суонси Сити», а в чемпионате России сыграла первый матч 26 августа 2021 года против «Чертаново». Всего в 2021 году сыграла 8 матчей в чемпионате страны и 2 матча в еврокубках, в которых не забивала голов, и стала вице-чемпионкой России.
В 2022 году вернулась в США, играла за «Расинг Луисвилл». После вернулась в чемпионат Франции, где играла за «Гавр» и «Монпелье».